# Guo Hanyu
Dit is een Chinese naam; de familienaam is Guo.
Guo Hanyu (Zhengzhou, 18 mei 1998) is een tennisspeelster uit China. Guo begon met tennis toen zij acht jaar oud was. Haar favoriete ondergrond is gravel. Zij speelt rechtshandig en heeft een tweehandige backhand. Zij is actief in het internationale tennis sinds 2015.

## Loopbaan

### Enkelspel
Guo debuteerde in 2015 op het ITF-toernooi van Anning (China). Zij stond in 2016 voor het eerst in een finale, op het ITF-toernooi van Guiyang (China) – zij verloor van de Oezbeekse Sabina Sharipova. Een maand later veroverde Guo haar eerste titel, op het ITF-toernooi van Hua Hin (Thailand), door de Indiase Karman Thandi te verslaan. Tot op heden(augustus 2025) won zij zes ITF-titels, de meest recente in 2025 in Shenzhen (China).
In 2017 kwalificeerde Guo zich voor het eerst voor een WTA-hoofdtoernooi, op het toernooi van Zhengzhou (haar geboorteplaats).

### Dubbelspel
Guo behaalde in het dubbelspel betere resultaten dan in het enkelspel. Zij debuteerde in 2015 op het ITF-toernooi van Anning (China), samen met landgenote Fu Xiao Chen. Zij stond in 2016 voor het eerst in een finale, op het ITF-toernooi van Anning (China), samen met landgenote Lu Jiaxi – hier veroverde zij haar eerste titel, door het Chinese duo Xin Yuan en Sheng Yuqi te verslaan. Tot op heden(augustus 2025) won zij twaalf ITF-titels, de meest recente in 2025 in Tokio (Japan).
In 2017 speelde Guo voor het eerst op een WTA-hoofdtoernooi, op het toernooi van Zhengzhou (haar geboorteplaats), samen met de Singaporese Stefanie Tan. Zij stond later dat jaar voor het eerst in een WTA-finale, op het toernooi van Dalian, samen met landgenote Ye Qiuyu – zij verloren van het eveneens Chinese koppel Lu Jingjing en You Xiaodi.
In 2023 veroverde Guo haar eerste WTA-titel, op het toernooi van Guangzhou, samen met landgenote Jiang Xinyu, door het Japanse koppel Eri Hozumi en Makoto Ninomiya te verslaan. In oktober maakte zij haar entrée tot de top 100 van de wereldranglijst.
In 2024 bereikte zij met Jiang Xinyu de finale van het WTA-toernooi van Hobart, de derde ronde bij haar grandslamdebuut op het Australian Open en de finale van het WTA-toernooi van Hua Hin. Daarmee kwam zij binnen op de mondiale top 50. In augustus won zij haar tweede WTA-titel in Monterrey, aan de zijde van de Roemeense Monica Niculescu. In november volgde de derde op het WTA-toernooi van Jiujiang, samen met de Japanse Moyuka Uchijima.
In januari 2025 won Guo haar vierde WTA-titel op het toernooi van Adelaide, aan de zijde van Aleksandra Panova. De vijfde volgde in juni op het WTA 500-toernooi van Bad Homburg, met de zelfde partner. Op het WTA 1000-toernooi van Cincinnati (augustus), weer met Panova, bereikte zij de finale. Door dit resultaat haakte zij nipt aan bij de top 20 van de wereldranglijst.
Haar hoogste notering op de WTA-ranglijst is de 20e plaats, die zij bereikte in augustus 2025.

### Tennis in teamverband
In 2024 maakte Guo deel uit van het Chinese Fed Cup-team – zij vergaarde daar een winst/verlies-balans van 6–1.

## Posities op deWTA-ranglijst
Positie per einde seizoen:
| jaar | rang enkelspel | rang dubbelspel |
| ---- | -------------- | --------------- |
| 2015 | 848            | –               |
| 2016 | 442            | 419             |
| 2017 | 286            | 207             |
| 2018 | 469            | 152             |
| 2019 | 366            | 313             |
| 2020 | 362            | 323             |
| 2021 | 588            | 535             |
|      |                |                 |
| 2023 | 432            | 73              |
| 2024 | 505            | 35              |

## Palmares
| Legenda                 |
| ----------------------- |
| Grandslamtoernooi       |
| Olympische Spelen       |
| Year-End Championships  |
| Premier Mandatory       |
| Premier Five / WTA 1000 |
| Premier / WTA 500       |
| International / WTA 250 |
| Challenger / WTA 125    |

### WTA-finaleplaatsen enkelspel
geen

### WTA-finaleplaatsen vrouwendubbelspel
| nr.              | finale     | toernooi        | ondergrond | partner                  | tegenstandsters                     | score            |         |
| ---------------- | ---------- | --------------- | ---------- | ------------------------ | ----------------------------------- | ---------------- | ------- |
| gewonnen finales |            |                 |            |                          |                                     |                  |         |
| 1.               | 2023-09-23 | WTA Guangzhou   | hardcourt  | Jiang Xinyu              | Eri Hozumi Makoto Ninomiya          | 6-3, 7-6         | details |
| 2.               | 2024-08-24 | WTA Monterrey   | hardcourt  | Monica Niculescu         | Giuliana Olmos Aleksandra Panova    | 3-6, 6-3, [10-4] | details |
| 3.               | 2024-11-03 | WTA Jiujiang    | hardcourt  | Moyuka Uchijima          | Katarzyna Piter Fanny Stollár       | 7-6, 7-5         | details |
| 4.               | 2025-01-10 | WTA Adelaide    | hardcourt  | Aleksandra Panova        | Beatriz Haddad Maia Laura Siegemund | 7-5, 6-4         | details |
| 5.               | 2025-06-28 | WTA Bad Homburg | gras       | Aleksandra Panova        | Ljoedmyla Kitsjenok Ellen Perez     | 4-6, 7-6, [10-5] | details |
| verloren finales |            |                 |            |                          |                                     |                  |         |
| 1.               | 2017-09-10 | WTA Dalian      | hardcourt  | Ye Qiuyu                 | Lu Jingjing You Xiaodi              | 6-7, 6-4, [5-10] | details |
| 2.               | 2018-05-05 | WTA Anning      | gravel     | Sun Xuliu                | Dalila Jakupović Irina Chromatsjova | 1-6, 1-6         | details |
| 3.               | 2023-09-30 | WTA Ningbo      | hardcourt  | Jiang Xinyu              | Laura Siegemund Vera Zvonarjova     | 6-4, 3-6, [5-10] | details |
| 4.               | 2024-01-13 | WTA Hobart      | hardcourt  | Jiang Xinyu              | Chan Hao-ching Giuliana Olmos       | 3-6, 3-6         | details |
| 5.               | 2024-02-04 | WTA Hua Hin     | hardcourt  | Jiang Xinyu              | Miyu Kato Aldila Sutjiadi           | 4-6, 6-1, [7-10] | details |
| 6.               | 2025-05-24 | WTA Straatsburg | gravel     | Nicole Melichar-Martinez | Tímea Babos Luisa Stefani           | 3-6, 7-6, [7-10] | details |
| 7.               | 2025-08-17 | WTA Cincinnati  | hardcourt  | Aleksandra Panova        | Gabriela Dabrowski Erin Routliffe   | 4-6, 3-6         | details |

### Gewonnen ITF-toernooien enkelspel
| nr. | finale     | toernooi     | dotatie  | ondergrond | tegenstandster in finale | score    |
| --- | ---------- | ------------ | -------- | ---------- | ------------------------ | -------- |
| 1.  | 2016-10-08 | Hua Hin      | $ 10.000 | hardcourt  | Karman Thandi            | 6-3, 6-3 |
| 2.  | 2019-06-02 | Luzhou       | $ 25.000 | hardcourt  | Xun Fangying             | 6-2, 6-1 |
| 3.  | 2023-02-26 | Kuala Lumpur | $ 15.000 | hardcourt  | Ayumi Koshiishi          | 6-4, 6-3 |
| 4.  | 2023-09-17 | Guiyang      | $ 25.000 | hardcourt  | Liu Fangzhou             | 6-4, 6-3 |
| 5.  | 2024-10-27 | Qian Daohu   | $ 35.000 | hardcourt  | Wang Meiling             | 6-2, 6-2 |
| 6.  | 2025-03-16 | Shenzhen     | $ 50.000 | hardcourt  | You Xiaodi               | 6-4, 7-5 |

### Gewonnen ITF-toernooien dubbelspel
| nr. | finale     | toernooi     | dotatie   | ondergrond | partner           | tegenstandsters in finale               | score             |
| --- | ---------- | ------------ | --------- | ---------- | ----------------- | --------------------------------------- | ----------------- |
| 01. | 2016-06-25 | Anning       | $ 10.000  | gravel     | Lu Jiaxi          | Sheng Yuqi Xin Yuan                     | 6-3, 6-4          |
| 02. | 2018-01-20 | Orlando      | $ 25.000  | gravel     | Hsu Ching-wen     | Ulrikke Eikeri Ilona Kremen             | 6-3, 3-6, [12-10] |
| 03. | 2019-03-02 | Nanchang     | $ 15.000  | gravel (i) | Zheng Wushuang    | Ma Yexin Mei Yamaguchi                  | 6-0, 6-1          |
| 04. | 2019-06-08 | Shenzhen     | $ 25.000  | hardcourt  | Ye Qiuyu          | Chen Jiahui Wu Meixu                    | 1-6, 7-6, [11-9]  |
| 05. | 2023-02-26 | Kuala Lumpur | $ 15.000  | hardcourt  | Li Yu-yun         | Anchisa Chanta Ayaka Okuno              | 6-0, 2-6, [10-2]  |
| 06. | 2023-03-05 | Kuching      | $ 15.000  | hardcourt  | Li Yu-yun         | Feng Shuo Guo Meiqi                     | 6-2, 6-3          |
| 07. | 2023-04-02 | Jakarta      | $ 25.000  | hardcourt  | Cody Wong Hong-yi | Choi Ji-hee Park So-hyun                | 6-2, 7-6          |
| 08. | 2023-06-04 | Changwon     | $ 25.000  | hardcourt  | Jiang Xinyu       | Cho I-hsuan Cho Yi-tsen                 | 7-6, 7-6          |
| 09. | 2023-08-13 | Anning       | $ 40.000  | gravel     | Jiang Xinyu       | Zjibek Koelambajeva Lanlana Tararudee   | 6-2, 6-0          |
| 10. | 2023-09-17 | Guiyang      | $ 25.000  | hardcourt  | Jiang Xinyu       | Cho I-hsuan Cho Yi-tsen                 | 7-5, 6-4          |
| 11. | 2023-11-19 | Takasaki     | $ 100.000 | hardcourt  | Jiang Xinyu       | Momoko Kobori Ayano Shimizu             | 7-6, 5-7, [10-5]  |
| 12. | 2025-04-27 | Tokio        | $ 100.000 | hardcourt  | Ena Shibahara     | Mananchaya Sawangkaew Lanlana Tararudee | 5-7, 7-6, [10-5]  |

## Resultaten grandslamtoernooien
| Legenda | Legenda                          |
| ------- | -------------------------------- |
| g.t.    | geen toernooi gehouden           |
| l.c.    | lagere categorie                 |
| –       | niet deelgenomen                 |
| G       | uitgeschakeld in de groepsfase   |
| 1R      | uitgeschakeld in de eerste ronde |
| 2R      | uitgeschakeld in de tweede ronde |
| 3R      | uitgeschakeld in de derde ronde  |
| 4R      | uitgeschakeld in de vierde ronde |
| KF      | uitgeschakeld in de kwartfinale  |
| HF      | uitgeschakeld in de halve finale |
| F       | de finale verloren               |
| W       | het toernooi gewonnen            |
| w-v     | winst/verlies-balans             |

### Enkelspel
geen deelname

### Vrouwendubbelspel
| toernooi        | 2024 | 2025 |
| --------------- | ---- | ---- |
| Australian Open | 3R   | 3R   |
| Roland Garros   | 1R   | 1R   |
| Wimbledon       | 1R   | 2R   |
| US Open         | 1R   |      |